# 御節料理

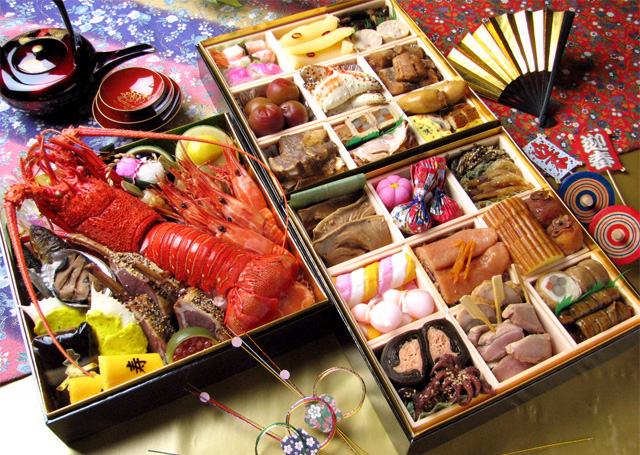
精美的御節料理

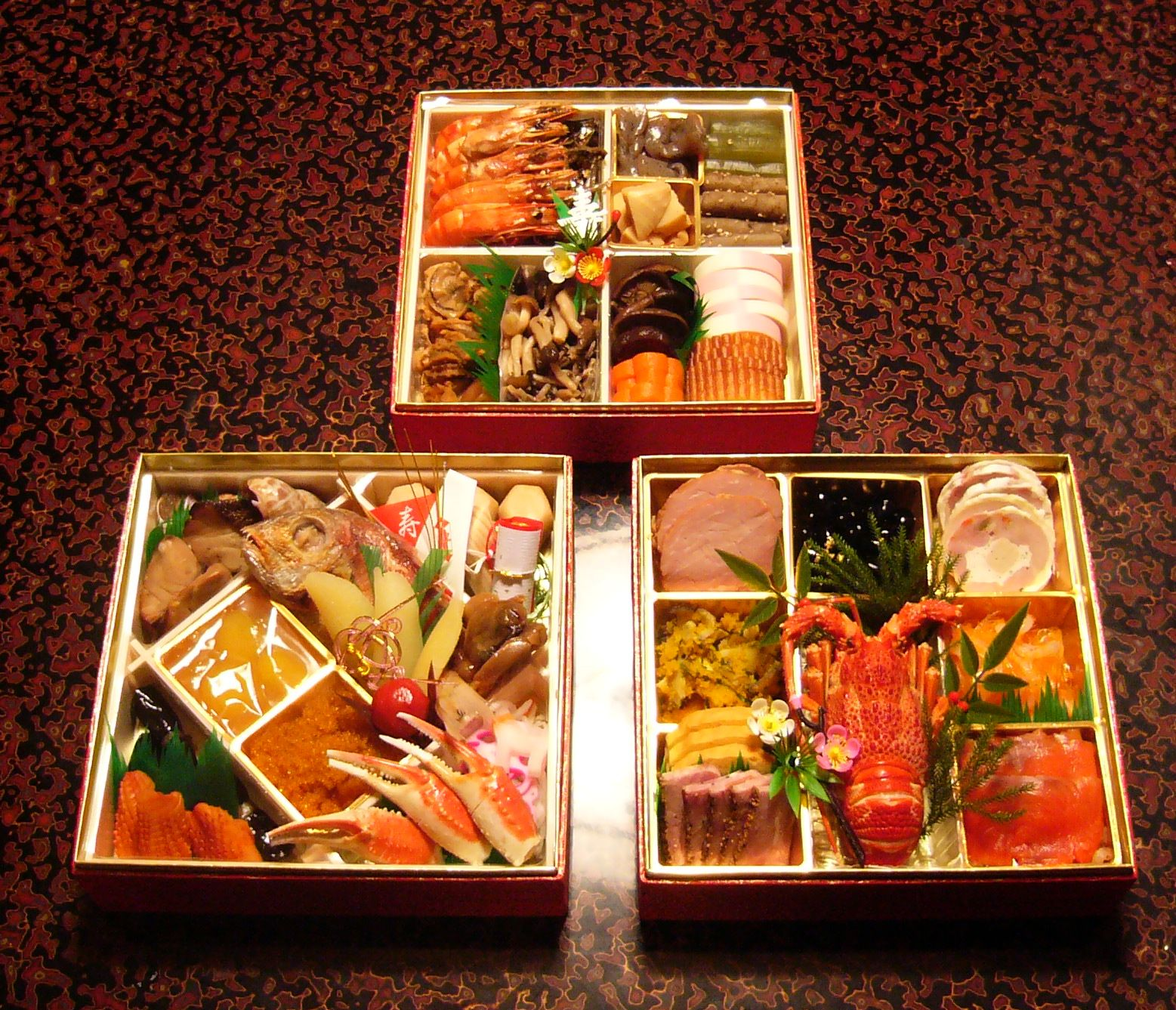
関東式御節料理

御節料理 (日式年菜)是日本在節日時所做的特殊料理，特別是在過年時的主要料理，所以又稱正月料理，通常也只說即可。
在日本有人日（人日、じんじつ）、上巳節（上巳、じょうし）、端午節（端午、たんご）、七夕（七夕、たなばた）、重陽節（重陽、ちょうよう）等五大節日，在這些日子都有推出御節料理的習慣，意指五穀豐收，全家平安健康的祈福。

## 概要
御節本來是指一些季節（節氣）轉換時的主要節日。這些節日會有些慶祝活動與慶祝的料理，日本人將這些料理當作是個幸運的緣起（えんぎ、Engi），所以這些為了慶典而做的食膳就叫做「御節料理」。
日本的過年（明治維新前為天保曆正月初一，明治維新後改為陽曆1月1日），是自古以來認為要呼喚已回到山裡的田神（守護稻田使其豐收之神）所要慶祝的重大節慶。在現代還保有一般的風俗習慣之固定慶典只剩下過年。所以，在現代御節料理已大多是指會在除夕都先做好，為了跨年後的正月料理而已。

## 外部連結
- （日語） おせち料理大事典